# NGC 1618
NGC 1618 is een balkspiraalstelsel in het sterrenbeeld Eridanus. Het hemelobject werd op 1 februari 1786 ontdekt door de Duits-Britse astronoom William Herschel.

## Nu (ν) Eridani
Vanaf de Aarde gezien bevindt het sterrenstelsel NGC 1618 zich schijnbaar net ten noorden van de ster Nu (ν) Eridani. Net ten noordoosten en ten oosten ervan bevinden zich de stelsels NGC 1622 en NGC 1625.

## Synoniemen
- PGC 15611
- MCG -1-12-34
- IRAS 04336-0314